# Рацон, Цион
Цион Рацо́н (ивр. ציון רצון‎; род. 1975, Израиль) — израильский военный деятель, бригадный генерал Армии обороны Израиля; в последней должности: командир территориальной дивизии «Ха-Башан» Северного военного округа. До этого он занимал должности начальника штаба Южного военного округа, командира бригады «Кфир», начальника учебного центра Сухопутных войск и командира бригады «Барам».

## Биография
Рацон поступил на службу в Армию обороны Израиля в 1993 году и был назначен в 932-й батальон бригады Нахаль. После курсов пехотных офицеров вернулся в 932-й батальон и служил командиром взвода, после чего был назначен командиром маршрутной роты в 932-й батальон, позже служил оперативным офицером батальона, после чего был назначен командиром взвода. В дальнейшем Цион стал командиром пограничной роты 932-го батальона, затем с 2002 по 2003 год был назначен заместителем командира 932-го батальона, затем с 2003 по 2005 год был назначен офицером штаба бригады «Нахаль». После этого он пошёл учиться в Межвойсковой колледж полевого и штабного командного состава. В 2006 году, в разгар Второй Ливанской войны, он был повышен до звания подполковника и назначен командиром 50-го батальона бригады «Нахаль», и руководил батальоном на протяжении всех боёв вплоть до их окончания, прослужив на этой должности до 2008 года. Далее он был назначен на должность заместителя командира бригады «Нахаль» с 2008 по 2010 год. В 2010 году он был назначен офицером штаба дивизии «Ха-Галиль» и занимал эту должность до 2012 года.
В середине июня 2012 года был повышен до звания полковника и назначен командиром бригады Барам, и служил в этой должности до 6 августа 2014 года. Позже в 2014—2015 годах проходил стажировку в Колледже национальной безопасности. После этого в 2015—2017 годах был назначен начальником отдела подготовки сухопутных войск. 29 марта 2017 года назначен командиром бригады «Кфир», и служил в этой должности до 4 июля 2019 года, по окончании которой был повышен в звании до бригадного генерала. 31 июля 2019 года назначен на должность начальника штаба Южного военного округа, которую занимал до августа 2022 года.
19 сентября 2022 года вступил на должность командира территориальной дивизии «Ха-Башан» Северного военного округа. 29 мая 2024 года передал командование дивизией бригадному генералу Яиру Пели.

## Личная жизнь
Рацон живёт в Эвен-Йехуде, женат на Михаль и у него есть четверо детей. Имеет степень бакалавра делового администрирования Колледжа Рупин и степень магистра политологии и национальной безопасности Хайфского университета.